# Campeonato Paulista Série A2 1979
In 1979 werd het 33ste editie van het Campeonato Paulista Série A2 gespeeld voor voetbalclubs uit de Braziliaanse staat São Paulo. In deze tijd heette de competitie Divisão Intermediária. De competitie werd georganiseerd door de FPF en werd gespeeld van 1 juli tot 12 december. Taubaté werd kampioen. 

## Eerste fase

### Groep A
| Plaats | Clu                      | Wed. | W | G  | V  | Saldo | Ptn. |
| ------ | ------------------------ | ---- | - | -- | -- | ----- | ---- |
| 1.     | São José                 | 18   | 9 | 7  | 2  | 28:10 | 25   |
| 2.     | Taubaté                  | 18   | 9 | 7  | 2  | 25:14 | 25   |
| 3.     | Santo André              | 18   | 8 | 4  | 6  | 22:13 | 20   |
| 4.     | Portuguesa Santista      | 18   | 8 | 6  | 4  | 19:14 | 22   |
| 5.     | Esportiva Guarantinguetá | 18   | 4 | 10 | 4  | 12:18 | 19   |
| 6.     | Ginásio Pinhalense       | 18   | 6 | 5  | 7  | 14:17 | 18   |
| 7.     | Aliança                  | 18   | 5 | 7  | 6  | 17:16 | 17   |
| 8.     | Nacional                 | 18   | 5 | 7  | 6  | 17:17 | 9    |
| 9.     | Saad                     | 18   | 4 | 4  | 10 | 16:29 | 9    |
| 10.    | Paulista                 | 18   | 1 | 1  | 12 | 7:28  | 9    |

|  | Geplaatst voor tweede fase |

### Groep B
| Plaats | Clu             | Wed. | W | G | V | Saldo | Ptn. |
| ------ | --------------- | ---- | - | - | - | ----- | ---- |
| 1.     | Independente    | 18   | 9 | 7 | 3 | 25:14 | 23   |
| 2.     | Rio Claro       | 18   | 7 | 5 | 6 | 17:19 | 19   |
| 3.     | Rio Branco      | 18   | 5 | 9 | 4 | 17:16 | 19   |
| 4.     | Sãocarlense     | 18   | 5 | 9 | 4 | 16:11 | 19   |
| 5.     | Barretos        | 18   | 5 | 9 | 4 | 15:13 | 19   |
| 6.     | Votuporanguense | 18   | 6 | 6 | 6 | 18:22 | 18   |
| 7.     | Corinthians     | 18   | 7 | 3 | 8 | 11:13 | 17   |
| 8.     | Catanduvense    | 18   | 5 | 6 | 7 | 21:19 | 16   |
| 9.     | Araçatuba       | 18   | 5 | 6 | 7 | 17:19 | 16   |
| 10.    | Linense         | 18   | 4 | 5 | 9 | 15:25 | 13   |

|  | Geplaatst voor tweede fase |

## Tweede fase
| Plaats | Clu                      | Wed. | W | G | V | Saldo | Ptn. |
| ------ | ------------------------ | ---- | - | - | - | ----- | ---- |
| 1.     | Taubaté                  | 12   | 9 | 2 | 1 | 18:8  | 20   |
| 2.     | São José                 | 12   | 8 | 3 | 1 | 21:7  | 19   |
| 3.     | Esportiva Guarantinguetá | 12   | 5 | 7 | 0 | 14:8  | 17   |
| 4.     | Santo André              | 12   | 6 | 4 | 2 | 20:10 | 16   |
| 5.     | Portuguesa Santista      | 12   | 5 | 5 | 2 | 16:11 | 15   |
| 6.     | Ginásio Pinhalense       | 12   | 4 | 4 | 4 | 14:15 | 12   |
| 7.     | Independente             | 12   | 3 | 5 | 4 | 14:13 | 11   |
| 8.     | Sãocarlense              | 12   | 2 | 5 | 5 | 10:14 | 9    |
| 9.     | Votuporanguense          | 12   | 2 | 5 | 5 | 8:14  | 9    |
| 10.    | Barretos                 | 12   | 1 | 4 | 7 | 13:24 | 6    |
| 11.    | Rio Branco               | 12   | 1 | 4 | 7 | 7:19  | 6    |
| 12.    | Rio Claro                | 12   | 1 | 2 | 9 | 7:19  | 4    |

|  | Geplaatst voor derde fase |

## Derde fase
| Plaats | Clu                      | Wed. | W | G | V | Saldo | Ptn. |
| ------ | ------------------------ | ---- | - | - | - | ----- | ---- |
| 1.     | Taubaté                  | 6    | 4 | 1 | 1 | 8:8   | 9    |
| 2.     | Santo André              | 6    | 3 | 2 | 1 | 7:3   | 8    |
| 3.     | São José                 | 6    | 1 | 4 | 1 | 4:4   | 6    |
| 4.     | Esportiva Guarantinguetá | 6    | 0 | 1 | 5 | 1:9   | 1    |

|  | Kampioen, promotie |
|  | Promotie play-off  |

### Promotie play-off
Santo André nam het op tegen Marília uit de hoogste klasse. 
| Team #1 | Tot.  | Team #2     | 1ste wed | 2de wed | 3de wed |
| ------- | ----- | ----------- | -------- | ------- | ------- |
| Marília | 7 - 3 | Santo André | 2 - 0    | 1 - 2   | 4 - 1   |

## Kampioen
| Campeonato Paulista de 1979 - Divisão Intermediária |
| São Paulo                                           |
| --------------------------------------------------- |
| TAUBATÉ Kampioen (2° titel)                         |